# コロナ黙示録
『コロナ黙示録』は、2020年7月に宝島社から刊行された海堂尊の長編小説。田口・白鳥シリーズ。

## 概要
コロナ禍をテーマとする「東城大学医学部付属病院」が舞台の『田口・白鳥シリーズ』である。コロナ三部作の第1作。

## ストーリー
ダイヤモンド・ダスト号で起きたパンデミックと雪見市救命救急センターで発生したクラスターをメインとしている。

## 書籍情報
- 単行本：『コロナ黙示録』、2020年7月10日発売[1]、宝島社、ISBN 978-4-299-00701-8
- 文庫本：『コロナ黙示録 2020災厄の襲来』、2022年7月6日発売[2]、宝島社文庫、ISBN 978-4-299-03155-6